# S-Bahn-Werk Ohlsdorf

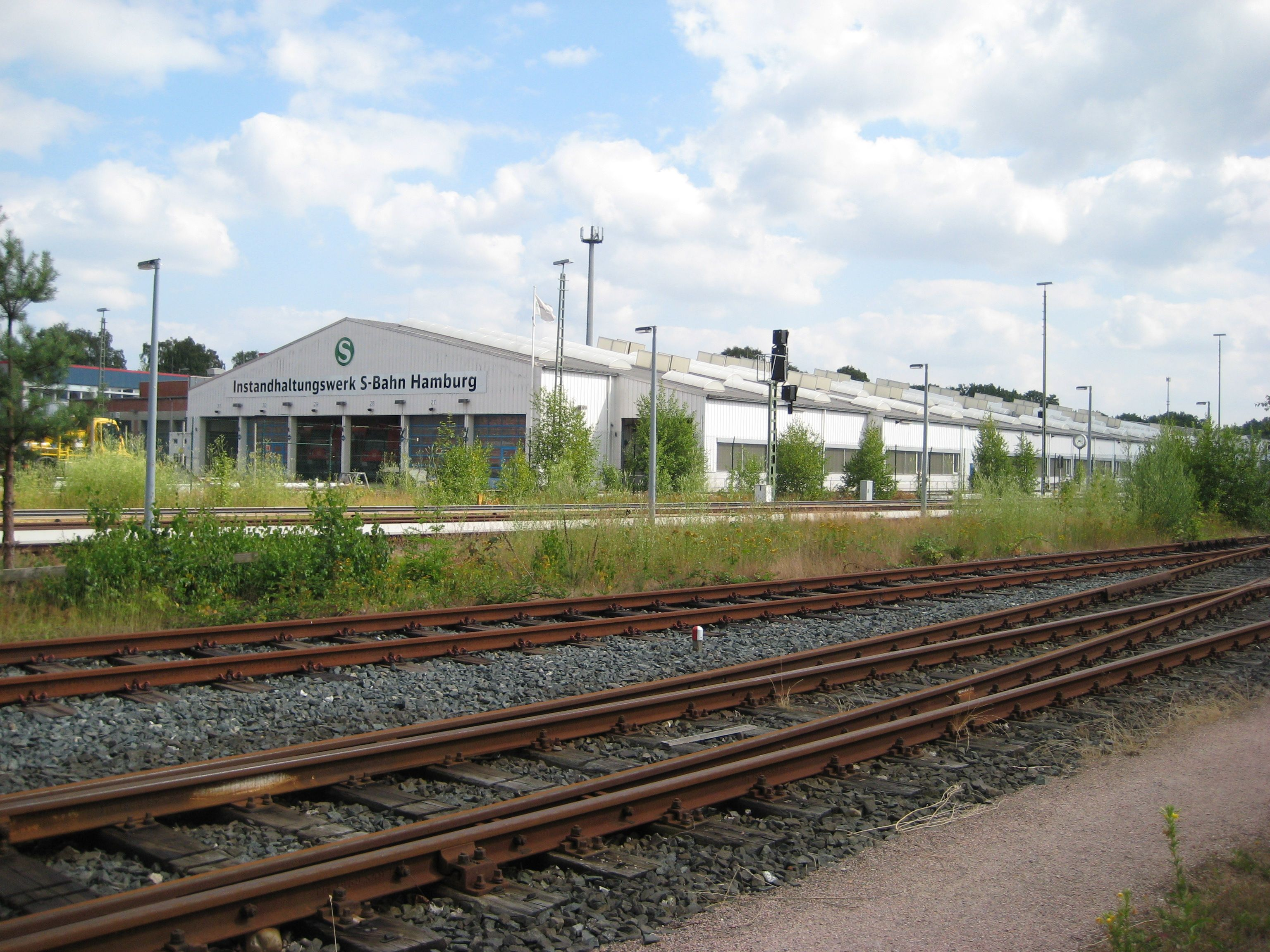
Instandhaltungswerk Ohlsdorf 2013

Das S-Bahn-Werk Ohlsdorf ist die zentrale Instandhaltungsstelle (Instandhaltungswerk) für die mit Gleichstrom betriebenen Triebzüge der Hamburger S-Bahn. Es ist in einen Betriebs- und in einen Ausbesserungswerks-Teil gegliedert.
Es war bis März 2010 als Bahnbetriebswerk Hamburg-Ohlsdorf (Bw Ohlsdorf) bezeichnet.

## Geschichte

Wagenhalle Bw Ohlsdorf (Juli 1960)

Im Jahre 1906 wurde die Hamburg-Altonaer Stadt- und Vorortbahn (später nur S-Bahn genannt), damals noch mit Wechselstrom aus der Oberleitung gespeist, eröffnet. Die benötigte Werkstatt dafür errichtete die preußische Eisenbahndirektion Altona am Bahnhof Hamburg-Ohlsdorf, wo die Fahrzeuge beheimatet sind und das (neben den Werken Elbgaustraße und Poppenbüttel) nunmehr für die Instandhaltung aller Gleichstrom-Triebzüge der Hamburger S-Bahn zuständig ist.
Als ab 1909 eine teilweise Elektrifizierung der Altonaer Hafenbahn erfolgte, wurden dafür aus einem Versuchsbetrieb bei Berlin vier Elektrolokomotiven übernommenen, das damalige Bw Ohlsdorf war für deren betriebliche Wartung ebenfalls zuständig.

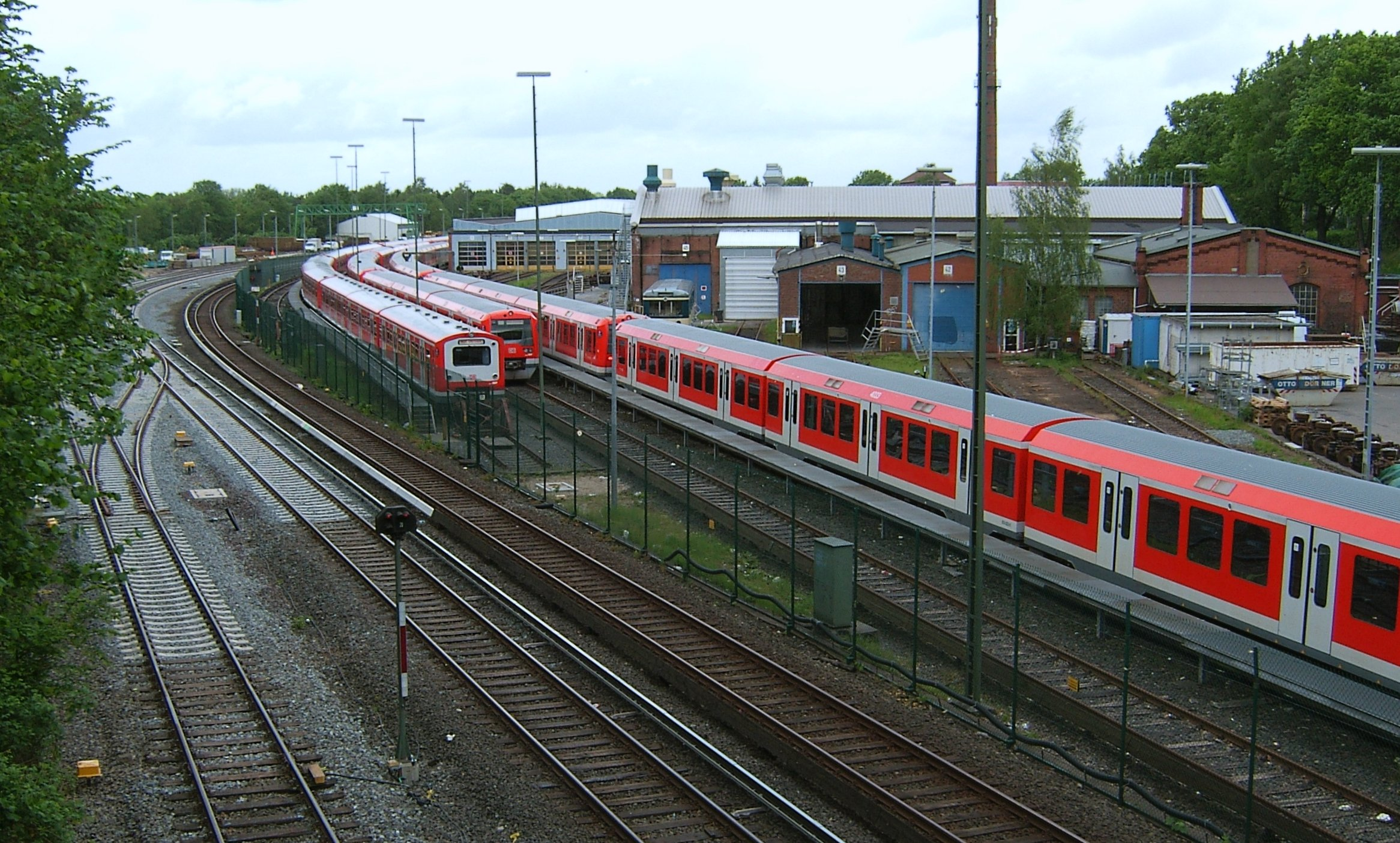
Bw Ohlsdorf im Jahr 2006

Bis zum Zweiten Weltkrieg sind hier 145 Wechselstromtriebwagen der DR-Nummern 551 bis 830 (bzw. später 1501 bis 1645) (geplant ET 99) sowie die drei E-Loks E 73 03, 05 und 06 behandelt worden.

Lokleitung und Unterwerk Bw Ohlsdorf (Juli 1960)

1939 begann der Umbau der Hamburger S-Bahn auf Gleichstrom mit Stromschienenbetrieb. Die ersten Triebwagen der Baureihe ET 171 wurden hier beheimatet. Der durch den Weltkrieg bedingte Mischbetrieb von Wechselstrom- und Gleichstromfahrzeugen zog sich noch bis 1955 hin. Ab da waren nur noch Fahrzeuge für den Gleichstrom- und Rangierbetrieb sowie für den Winterdienst in Ohlsdorf beheimatet. Ab 1959 wurde das Streckennetz der S-Bahn erweitert und es wurden neue Fahrzeuge der Baureihe ET 170 ausgeliefert. Die 62 Triebzüge der Baureihe 472 sind in zwei Bauserien von 1974 bis 1982 in Ohlsdorf erschienen.
Durch Verwaltungsreformen 1985 änderte sich die Bezeichnung von Bw Hamburg-Ohlsdorf in Bw Hamburg (GSB), was heißen soll: Bw Hamburg Geschäftsbereich S-Bahn.
Im Rahmen der Bahn-Reform 1994 wurde das Bw Hamburg Ohlsdorf dem Geschäftsbereich Nahverkehr zugeordnet und als Zweigniederlassung ZNL Hamburg-Ohlsdorf geführt.
Seit dem 1. März 2010 wird das ehemalige „Bahnbetriebswerk“ nach der Ausgliederung der Deutschen Bahn AG und den Übergang in die S-Bahn Hamburg GmbH, einem Tochterunternehmen zunächst der DB Stadtverkehr, dann der DB Regio als S-Bahn Werk Ohlsdorf geführt.
Dem Werk sind folgende Meldestellen(Mst) angegliedert: Mst Hamburg-Altona, Mst Pinneberg, Mst Hamburg-Bergedorf, Mst Aumühle, Mst Stade, Mst Wedel, Mst Hamburg-Poppenbüttel, Mst Hamburg-Neugraben, Mst Hamburg-Elbgaustrasse und Mst Hamburg-Ohlsdorf.

## Zuständigkeit

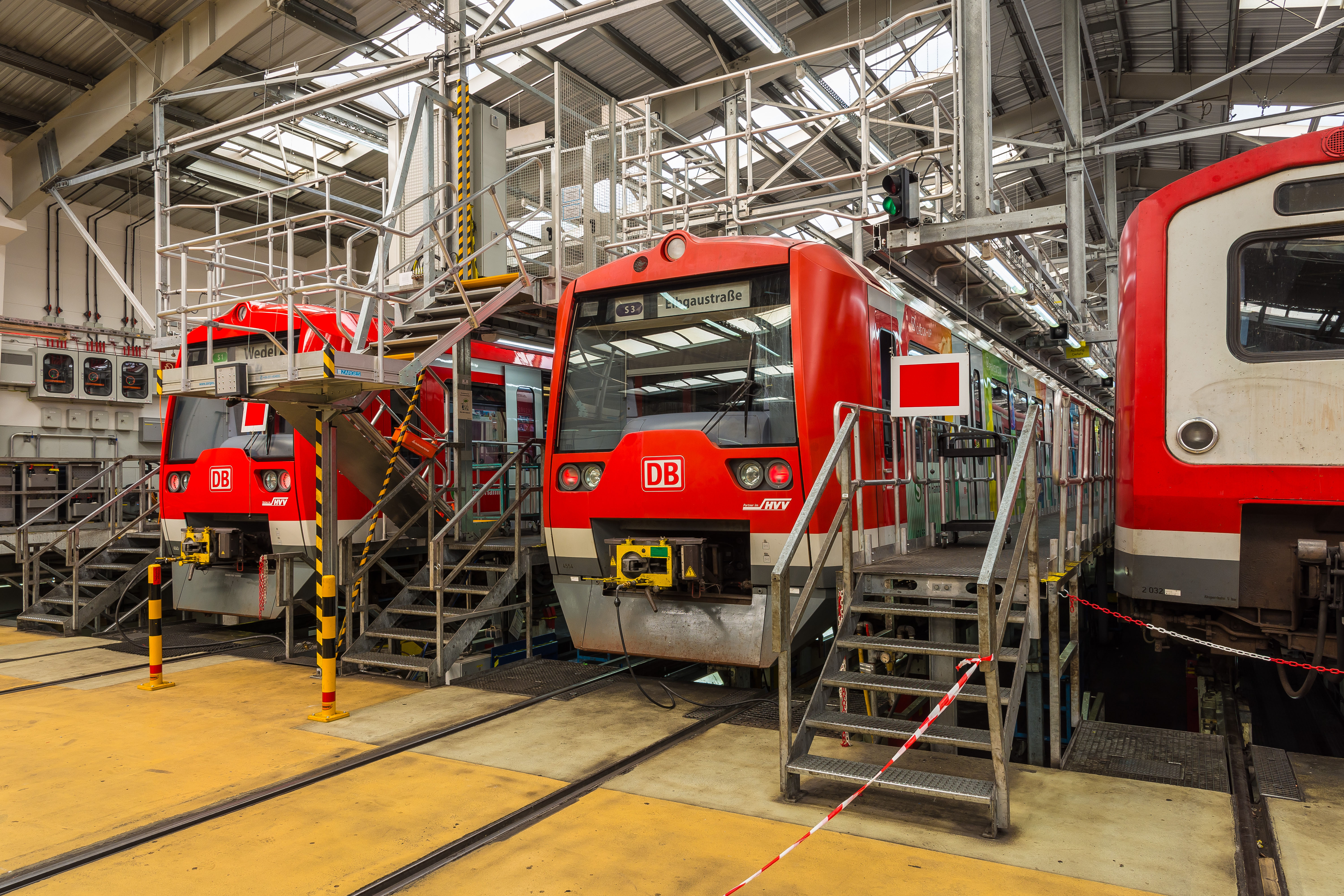
Züge der Baureihen 474 und 472 in Arbeitsständen mit Werkstattgrube und Arbeitsebenen auf Tür- und Dachhöhe

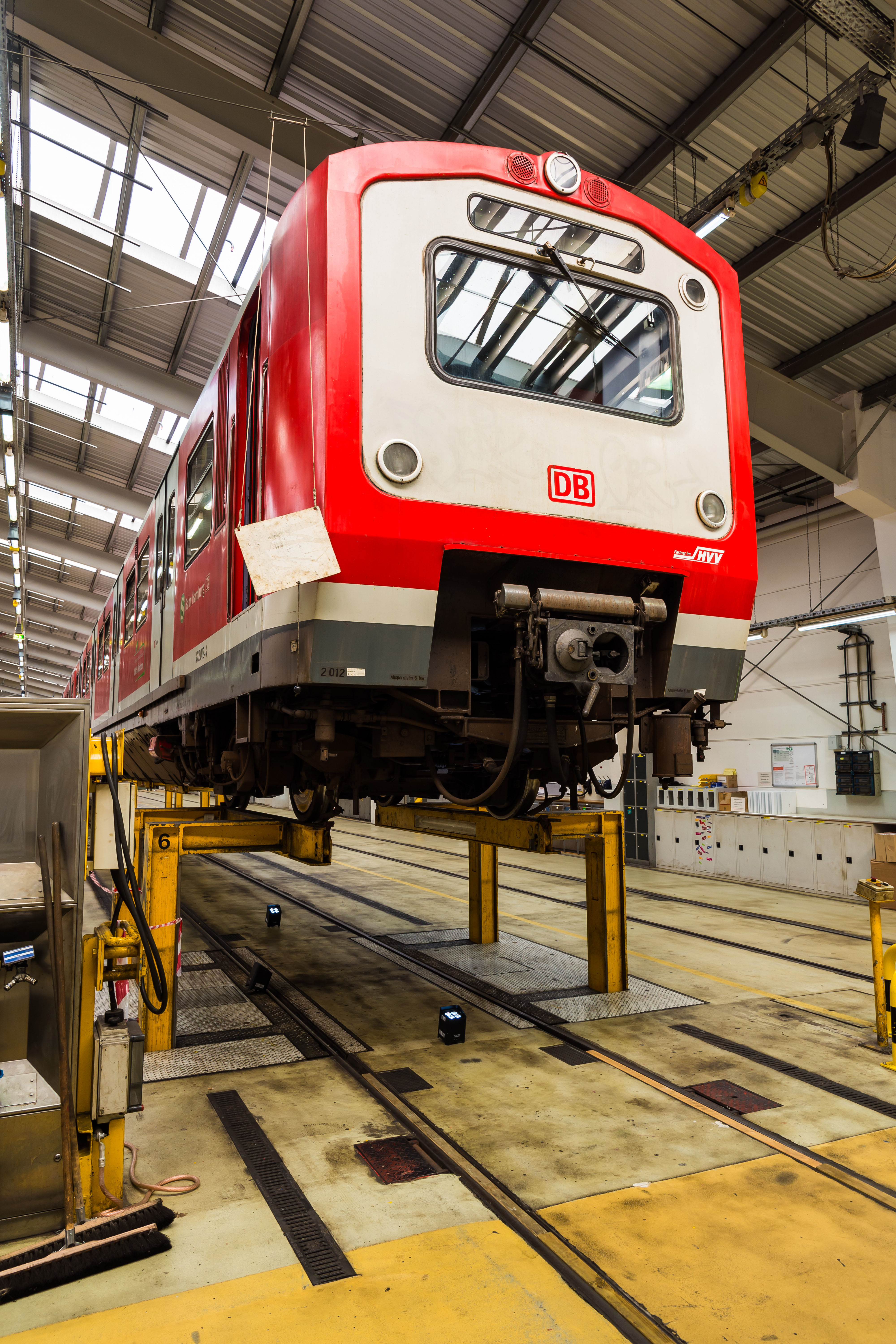
Zug der Baureihe 472 auf einem Hebestand

Das Werk Ohlsdorf ist zuständig für die Instandhaltung und Wartung der Baureihen 490, 474 und 472. Dort können folgende Arbeiten ausgeführt werden: Bedarfsinstandsetzung, Laufwerkskontrolle, Nachschau Fristarbeiten, Prüfen der fahrzeugeigenen Zugsicherungsanlagen, Radsatztausch, Komponententausch  bis 10 t Gewicht, Drehgestelltausch und Innenreinigung.
Neben dem Werk Ohlsdorf sind für die gleichen Triebzugreihen auch das Werk Elbgaustraße (dort u. a. auch die Außenreinigung) und für die Innen- und Außenreinigung das Werk Poppenbüttel mit zuständig.

### Übersicht der vormals beheimateten Triebfahrzeuge
- Baureihe 551/552 bis 669/670  von 1906 bis 1955
- Baureihe 671/672 bis 719/720  von 1908 bis 1955
- Baureihe 721/722 bis 829/830  von 1910 bis 1955
- Baureihe 1589a/b bis 1645a/b  von 1924 bis 1955
- Preußische EV 1/2 (E 73 03 der Altonaer Hafenbahn) von 1907 bis 1932
- Preußische EV 3/4 der Altonaer Hafenbahn von 1913 bis 1916
- E 73 05 (Preußische EV 5 der Altonaer Hafenbahn) von 1922 bis 1955
- E 73 06 (Preußische EV 6 der Altonaer Hafenbahn) von 1925 bis 1955
- DR-Baureihe ET 171 (ab 1968: 471) von 1939 bis 2001
- DB-Baureihe ET 170 (ab 1968: 470) von 1959 bis 2002
- DB-Baureihe ET 174 von 1954 bis 1967
- DB-Baureihe 472 von 1974 bis 2022
- DB-Baureihe 382 (ehemals Kleinlok Baureihe KS) seit 1979
- DB-Baureihe 333 (ehemals Baureihe Kleinlok Köf III) seit 1998
- DB-Baureihe 474 seit 1996
- DB-Baureihe 218 seit September 2015
- seit 2016 DB-Baureihe 490